# Karin Åhlin
Karin Dorothea Wilhelmina Åhlin, född 25 november 1830 i Stockholm, död 1899 i Stockholm, var en svensk pedagog. Hon grundade 1847 Åhlinska skolan i Stockholm, och var dess föreståndare 1847-1899. 
Karin Åhlin var dotter till major P.P. Åhlin och Wilhelmina Gustafva Norberg. Hon ska under en tid ha varit elev och sedan lärare vid Frigellska skolan i Stockholm, en skola känd för sin höga kvalitet på språkundervisning, där eleverna fick läsa även övriga ämnen på utländska språk. Vid sin mors tidiga död uppfostrade och undervisade hon sina syskon. Hon började också ta emot elever i sitt hem, något som blev början på Åhlinska skolan, som efterhand utökades. Hennes arbete blev revolutionerande: fram till denna tidpunkt brukade de skolor som var öppna för kvinnliga elever som regel inte erbjuda någon seriös akademisk undervisning. Själv undervisade hon i geografi och språk fram till att hon 1874 ägnade sig helt åt arbetet som föreståndare. Hon anställde från 1861 och framåt främst utbildade lärare från Högre lärarinneseminariet, och skolan ska ha fått en stor uppblomstring från 1860-talets slut.  
Hon mottog på sin 60-årsdag 1890 kungliga medaljen Illis Quorum i guld i 5:e storleken för sina insatser att höja den svenska flickskolan och därmed utbildningen för flickor i Sverige.